# The Complete On the Corner Sessions
The Complete On the Corner Sessions è un cofanetto box set di 6 dischi contenenti registrazioni musicali del compositore e trombettista jazz Miles Davis, queste sessioni sono state registrate dal 1972 al 1975 per formare l'album On The Corner, pubblicato nel 1972. Qui sono indicate tutte le registrazioni contenute nel box risalenti al periodo in cui Miles davis fuse il genere musicale funk al rock.

## Disco 1
1. On The Corner (unedited master, 1º giugno 1972) - 19:25
2. On The Corner (take 4, 1º giugno 1972) - 5:15
3. One And One (unedited master, 6 giugno 1972) - 17:55
4. Helen Butte/Mr. Freedom X (unedited master, 6 giugno 1972) - 23:37
5. Jabali (12 giugno 1972) - 11:04

- Disco 1 remixato da Richard King e Bob Belden nel 2007

## Disco 2
1. Ife (12 giugno 1972) - 21:33
2. Chieftain (23 agosto 1972) — 14:37
3. Rated X (6 settembre 1972) - 6:50
4. Turnaround (29 novembre 1972) - 17:16
5. U-turnaround (novembre 1972) - 08:27

- Traccia 1 da Big Fun
- Traccia 3 da Get Up with It
- Le tracce 4 e 5 sono outtakes dello stesso brano, sezioni del quale sono stati pubblicati in precedenza sull'album Panthalassa di Bill Laswell con il titolo Agharta Prelude Dub.
- Tracce 2, 3 & 5 remixate da Richard King e Bob Belden nel 2007

## Disco 3
1. Billy Preston (8 dicembre 1972) - 12:33
2. The Hen (4-5 gennaio 1973) — 12:55
3. Big Fun/Holly-wuud (take 2) (26 luglio 1973) — 6:32
4. Big Fun/Holly-wuud (take 3) (26 luglio 1973) — 7:07
5. Peace (26 luglio 1973) — 7:01
6. Mr Foster (17 settembre 1973) — 15:14

- Traccia 1 dal master stereo dell'LP Get Up with It
- Tracce 2-6 remixate da Richard King e Bob Belden nel 2007

## Disco 4
1. Calypso Frelimo (17 settembre 1973) - 32:08
2. He Loved Him Madly (19 giugno 1974) - 32:17

- Entrambe le tracce provengono dal nastro master stereo di Get Up with It

## Disco 5
1. Maiysha (7 ottobre 1974) - 14:51
2. Mtume (7 ottobre 1974) - 15:08
3. Mtume (take 11) (7 ottobre 1974) - 06:51
4. Hip-Skip (6 novembre 1974) - 18:59
5. What They Do (6 novembre 1974) - 11:44
6. Minnie (5 maggio 1975) - 3:53

- Tracce 1 & 2 dal nastro master stereo di Get Up with It
- Tracce 3-6 remixate da Richard King e Bob Belden nel 2007

## Disco 6
1. Red China Blues (3/9/72) - 4:06
2. On The Corner/New York Girl/Thinkin' Of One Thing And Doin' Another/Vote For Miles (1º giugno 1972) - 19:54
3. Black Satin (1º giugno e 7 luglio 1972) - 5:15
4. One And One (6 luglio 1972) - 6:09
5. Helen Butte/Mr. Freedom X (master) (6 giugno 1972) - 23:14
6. Big Fun (26 luglio 1972) - 2:32
7. Holly-wuud (26 luglio 1972) - 2:54

- Traccia 1 dal nastro master stereo di Get Up with It
- Tracce 2-5 sono le versioni master stereo dell'LP On the Corner
- Tracce 6 & 7 sono i nastri master per il singolo su 45 giri, entrambe prese dalla traccia 4 sul CD 3.

## Columbia Studio E sessioni di registrazioni 1972-1976, NYC
Tutte le liste delle sessioni sono incluse nel box set.
1972
- Miles Davis Octet - 9 marzo, 1972

1. Red China Blues

(Originariamente pubblicata in Get Up with It)
- Miles Davis and His Band - 1º giugno, 1972

1. On the Corner
2. New York Girl
3. Thinkin' One Thing and Doin' Another
4. Vote for Miles

(Originariamente pubblicate in On The Corner)
- Miles Davis and His Band - 6 giugno, 1972

1. One and One
2. Helen Butte / Mr. Freedom X

(Originariamente pubblicate in On The Corner)
- Miles Davis and His Band - 12 giugno, 1972

1. Jabali (inedita)
2. Ife (Originariamente pubblicata in Big Fun)

- Miles Davis and His Band - 7 luglio, 1972

1. Black Satin

(Originariamente pubblicata in On the Corner)
- Miles Davis Octet - 6 settembre, 1972

1. Rated X

(Originariamente pubblicata in Get Up with It)
- Miles Davis Nonet - 6 settembre, 1972

1. Billy Preston

(Originariamente pubblicata in Get Up with It)
1973
- Miles Davis Septet - 26 luglio, 1973

1. Holly-Wuud
2. Big Fun
3. TDK Funk
4. TDK Funk (alt. take 1)
5. TDK Funk (alt. take 2)

(Brani inediti o sessioni sconosciute)
- Miles Davis Octet - 17 settembre, 1973

1. Calypso Frelimo

(Originariamente pubblicata in Get Up with It)
1974
- Miles Davis Octet - 19 giugno e 20, 1974

1. He Loved Him Madly

(Originariamente pubblicata in Get Up with It)
- Miles Davis Octet - 7 ottobre, 1974

1. Mtume
2. Maiysha

(Originariamente pubblicata in Get Up with It)
1975
- Miles Davis Septet - 27 febbraio, 1975

1. Turn of the Century (senza titolo)

(Brani inediti o sessioni sconosciute)
- Miles Davis Septet - 5 maggio, 1975

1. Untitled Latin Tracks 1-5

(Brani inediti o sessioni sconosciute)
1976
- Miles Davis Octet - 30 marzo, 1976

1. Mother Dearest Mother
2. Untitled Track 1
3. Untitled Track 2

(Brani inediti o sessioni sconosciute)

## Formazione
- Miles Davis - tromba elettrica con Wah Wah, organo elettrico, piano elettrico
- Badal Roy - Tabla
- Bennie Maupin - clarinetto basso
- Carlos Garnett - sax tenore, sax soprano
- Don Alias - percussioni
- Chick Corea - sintetizzatore, piano elettrico
- Collin Walcott - Sitar
- Dave Liebman - sax soprano
- David Creamer - chitarra elettrica
- Harold I. Williams - piano elettrico, sintetizzatore
- Herbie Hancock - organo elettrico, piano elettrico, sintetizzatore
- Jabali Billy Hart - batteria, bongos
- Jack DeJohnette - batteria
- James Mtume Foreman - percussioni
- John McLaughlin - chitarra elettrica
- Lonnie Liston Smith - organo elettrico
- Michael Henderson - basso elettrico con Wah Wah
- Paul Buckmaster - Cello
- Cedric Lawson - piano elettrico
- Reggie Lucas - chitarra elettrica
- Khalil Balakrishna - Sitar
- Al Foster - batteria
- Dave Liebman - flauto
- Pete Cosey - chitarra elettrica
- Dominique Gaumont - chitarra elettrica
- Sonny Fortune - flauto

## Formazione nei vari anni
1972
- Miles Davis - tromba elettrica con pedale Wah Wah, organo
- Cedric Lawson - pianoforte elettrico
- Reggie Lucas - chitarra elettrica
- Khalil Balakrishna - sitar elettrico
- Michael Henderson - basso
- Al Foster - batteria
- James Mtume Foreman - percussioni
- Badal Roy - tabla
- Sonny Fortune - flauto
- Carlos Garnett - sassofono soprano

1973
- Miles Davis - tromba elettrica con pedale Wah Wah, organo
- Dave Liebman - flauto
- John Stubblefield - sassofono soprano
- Pete Cosey - chitarra elettrica
- Reggie Lucas - chitarra elettrica
- Michael Henderson - basso
- Al Foster - batteria
- James Mtume Foreman - percussioni

1974
- Miles Davis - tromba elettrica con pedale Wah Wah, organo
- Dave Liebman - sassofono soprano, flauto
- Sonny Fortune - flauto
- Pete Cosey - chitarra elettrica
- Reggie Lucas - chitarra elettrica
- Dominique Gaumont - chitarra elettrica
- Michael Henderson - basso
- Al Foster - batteria
- James Mtume Foreman - percussioni

## Formazione nei brani
Ife & Jabali (12 giugno 1972 - Columbia Studio E)
- Miles Davis - tromba elettrica con pedale Wah Wah
- Sonny Fortune - sassofono soprano, flauto
- Bennie Maupin - clarinetto, flauto
- Carlos Garnett - sassofono soprano
- Lonnie Smith - piano
- Harold I. Williams Jr. - piano
- Michael Henderson - contrabbasso
- Al Foster - batteria
- Billy Hart - batteria
- Badal Roy - tabla
- James Mtume - percussioni africane

Rated X (6 settembre 1972 - Columbia Studio E)
- Miles Davis - tromba elettrica con pedale Wah Wah
- Cedric Lawson – pianoforte elettrico Fender Rhodes
- Reggie Lucas - chitarra elettrica
- Khalil Balakrishna - sitar elettrico
- Michael Henderson - basso
- Al Foster - batteria
- James Mtume Foreman - percussioni
- Badal Roy - tabla

Billy Preston (8 dicembre 1972 - Columbia Studio E)
- Miles Davis - tromba elettrica con pedale Wah Wah
- Carlos Garnett - sax soprano
- Cedric Lawson – pianoforte elettrico Fender Rhodes
- Reggie Lucas - chitarra elettrica
- Khalil Balakrishna - sitar elettrico
- Michael Henderson - basso
- Al Foster - batteria
- James Mtume Foreman - percussioni
- Badal Roy - tabla

Calypso Frelimo (17 settembre 1973 - Columbia Studio E)
- Miles Davis - tromba elettrica con pedale Wah Wah, organo
- Dave Liebman - flauto
- John Stubblefield - sax soprano
- Pete Cosey - chitarra elettrica
- Reggie Lucas - chitarra elettrica
- Michael Henderson - basso
- Al Foster - batteria
- James Mtume Foreman - percussioni

Calypso Frelimo (17 settembre 1973 - Columbia Studio E)
- Miles Davis - tromba elettrica con pedale Wah Wah, organo, piano elettrico
- Dave Liebman - flauto
- John Stubblefield - sax soprano
- Pete Cosey - chitarra elettrica
- Reggie Lucas - chitarra elettrica
- Michael Henderson - basso
- Al Foster - batteria
- James Mtume Foreman - percussioni

He Loved Him Madly (19 e 20 giugno 1974 - Columbia Studio E)
- Miles Davis - tromba elettrica con pedale Wah Wah, organo
- Dave Liebman - sax soprano, flauto
- Pete Cosey - chitarra elettrica
- Reggie Lucas - chitarra elettrica
- Dominique Gaumont - chitarra elettrica
- Michael Henderson - basso
- Al Foster - batteria
- James Mtume Foreman - percussioni

Mtume (7 ottobre 1974 - Columbia Studio E)
- Miles Davis - tromba elettrica con pedale Wah Wah, organo
- Sonny Fortune - flauto
- Pete Cosey - chitarra elettrica
- Reggie Lucas - chitarra elettrica
- Michael Henderson - basso
- Al Foster - batteria
- James Mtume Foreman - percussioni

Maiysha (7 ottobre 1974 - Columbia Studio E)
- Miles Davis - tromba elettrica con pedale Wah Wah, organo
- Sonny Fortune - flauto
- Pete Cosey - chitarra elettrica
- Reggie Lucas - chitarra elettrica
- Dominique Gaumont - chitarra elettrica
- Michael Henderson - basso
- Al Foster - batteria
- James Mtume Foreman - percussioni

## Formazione delle sessioni di registrazione
9 marzo, 1972
Miles Davis (tpt); Wally Chambers (hca); Cornel Dupree (g); Michael Henderson (el-b); Al Foster (d); Bernard Purdie (d); James Mtume Forman (cga, perc); Wade Marcus (brass arr); Billy Jackson (rhythm arr)
1º giugno, 1972
Miles Davis (tpt); Dave Liebman (ss); Chick Corea (synth); Herbie Hancock (org); Harold I. Williams (el-p); John McLaughlin (g); Collin Walcott (sitar); Paul Buckmaster (cello); Michael Henderson (el-b); Jack DeJohnette (d); Jabali Billy Hart (d, perc, bgo); Charles Don Alias (cga, perc); James Mtume Forman (cga, perc); Badal Roy (tabla)
6 giugno, 1972
Miles Davis (tpt); Carlos Garnett (as, ts); Bennie Maupin (bcl); Herbie Hancock (el-p, synth); Harold I. Williams (el-p, synth); Lonnie Liston Smith (org); David Creamer (g); Collin Walcott (sitar); Paul Buckmaster (cello); Michael Henderson (el-b); Jack DeJohnette (d, handclaps); Jabali Billy Hart (d, handclaps); Charles Don Alias (perc, handclaps); James Mtume Forman (perc, handclaps); Badal Roy (tabla, handclaps)
12 giugno, 1972
Miles Davis (tpt); Carlos Garnett (ss); Bennie Maupin (bcl); Lonnie Liston Smith (org); Harold I. Williams (el-p, synth); Michael Henderson (el-b); Al Foster (d); Jabali Billy Hart (d, perc); James Mtume Forman (cga, perc); Badal Roy (tabla)
23 agosto, 1972
Miles Davis (tpt); Cedric Lawson (org); Reggie Lucas (g); Khalil Balakrishna (sitar); Michael Henderson (el-b); Al Foster (d); Badal Roy (tabla); James Mtume Forman (cga)
6 settembre, 1972
Miles Davis (org); Reggie Lucas (g); Khalil Balakrishna (sitar); Cedric Lawson (synth); Michael Henderson (el-b); Al Foster (d); James Mtume Forman (cga, perc); Badal Roy (tabla)
29 novembre, 1972
Miles Davis (tpt); Carlos Garnett (ss); Cedric Lawson (keyb); Reggie Lucas (g); Khalil Balakrishna (sitar); Michael Henderson (el-b); Al Foster (d); James Mtume Forman (cga, perc); Badal Roy (tabla)
8 dicembre, 1972
Miles Davis (org); Carlos Garnett (ss); Cedric Lawson (keyb); Reggie Lucas (g); Khalil Balakrishna (sitar); Michael Henderson (el-b); Al Foster (d); James Mtume Forman (cga, perc); Badal Roy (tabla)
4 gennaio, 1973
Miles Davis (tpt); Dave Liebman (ss); Cedric Lawson (keyb); Reggie Lucas (g); Khalil Balakrishna (sitar); Michael Henderson (el-b); Al Foster (d); James Mtume Forman (cga, perc); Badal Roy (tabla)
26 luglio, 1973
Miles Davis (tpt, org); Dave Liebman (ss, fl); Pete Cosey (g); Reggie Lucas (g); Michael Henderson (el-b); Al Foster (d); James Mtume Forman (cga, perc)
17 settembre, 1973
Miles Davis (tpt, org); Dave Liebman (ts, fl); John Stubblefield (ss); Pete Cosey (g); Reggie Lucas (g); Michael Henderson (el-b); Al Foster (d); James Mtume Forman (cga, perc)
18 settembre, 1973
Miles Davis (tpt, org); Dave Liebman (ts); Pete Cosey (g); Reggie Lucas (g); Michael Henderson (el-b); Al Foster (d); James Mtume Forman (cga)
19 giugno, 1974
Miles Davis (tpt, org); Dave Liebman (fl); Pete Cosey (g); Reggie Lucas (g); Dominique Gaumont (g); Michael Henderson (el-b); Al Foster (d); James Mtume Forman (cga, perc)
7 ottobre, 1974
Miles Davis (tpt, org); Sonny Fortune (ss, fl); Pete Cosey (g); Reggie Lucas (g); Dominique Gaumont (g); Michael Henderson (el-b); Al Foster (d); James Mtume Forman (cga, perc)
6 novembre, 1974
Miles Davis (tpt, org); Sonny Fortune (ss, ts, fl); Pete Cosey (g, d, perc); Reggie Lucas (g); Dominique Gaumont (g); Michael Henderson (el-b); Al Foster (d); James Mtume Forman (cga, perc)
5 maggio, 1975
Miles Davis (tpt, org); Sam Morrison (ts); Pete Cosey (g, perc); Reggie Lucas (g); Michael Henderson (el-b); Al Foster (d); James Mtume Forman (cga, perc)